# Îles de Toronto

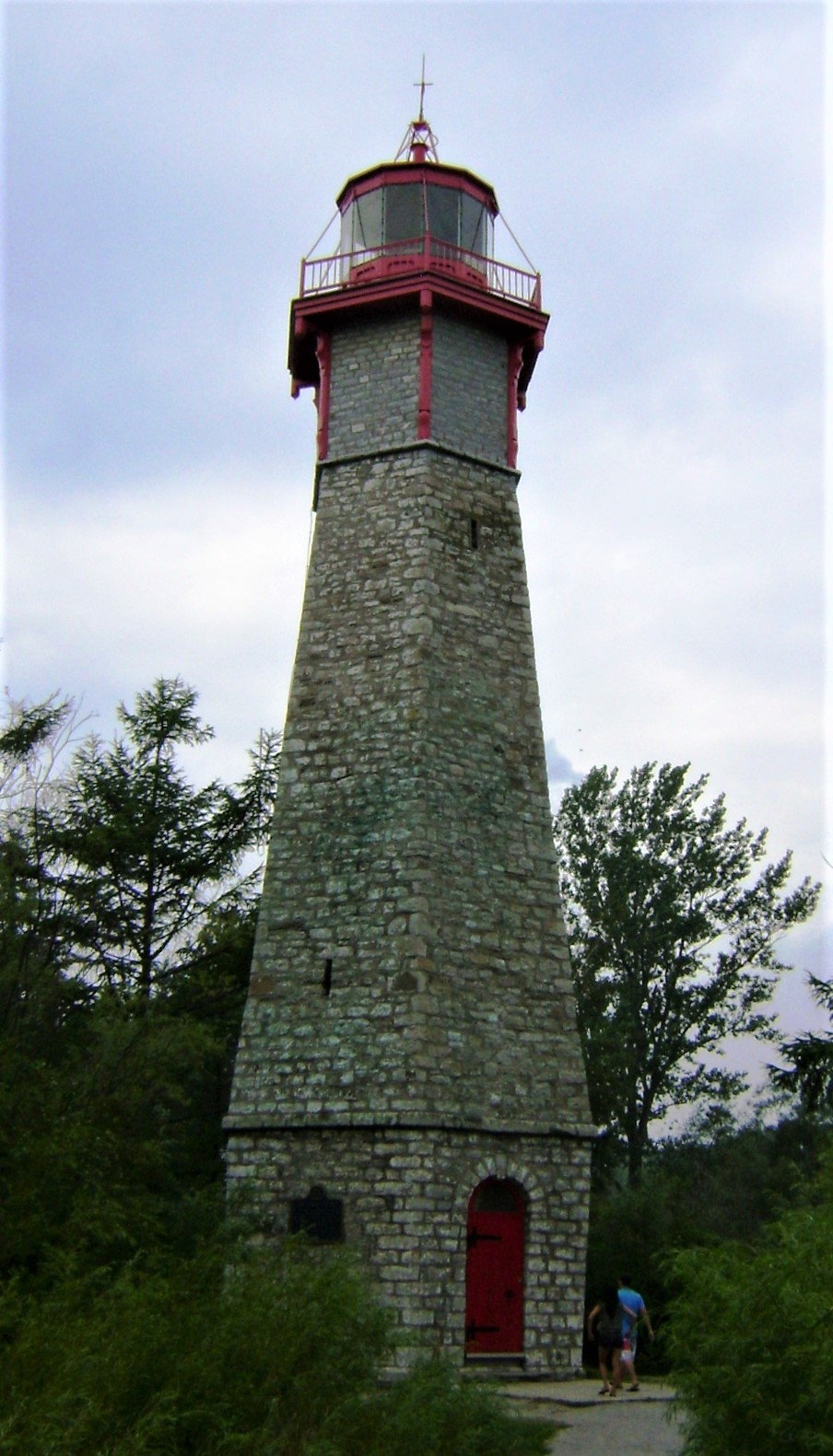
Phare, Îles de Toronto

Les îles de Toronto, ou Toronto Islands, est un archipel comptant 15 petites îles situées à 1,6 kilomètre de distance au sud du centre-ville de Toronto, sur le lac Ontario au Canada, dont les îles Ward et Algonquin. Dénommées à l'origine Hiawatha, du nom d'un chef amérindien de la Confédération iroquoise, elles protègent le port de Toronto. Une petite communauté résidentielle et l'aéroport Billy Bishop y sont installés. Les îles sont une destination populaire de récréation, avec les promenades dans le secteur résidentiel, le parc d'attractions Centreville, des jardins anglais, ainsi que des plages (dont la plage de Hanlan Point où le nudisme est autorisé).
Les îles sont reliées au continent par trois services de bac traversier au départ du Jack Layton Ferry Terminal et par le traversier de l'aéroport dont le trajet de 121 mètres est un des plus courts du monde.
Interdites aux voitures au-delà de la zone de l'aéroport (ne sont autorisés que les véhicules nécessaires à la sécurité et aux travaux de construction), les Îles de Toronto constituent la plus grande zone piétonne d'Amérique du Nord. 